# Lao She
Shu Qingchun (în chineza simplificată: 舒庆春; în chineza tradițională: 舒慶春; în pinyin: Shū Qìngchūn), cunoscut mai ales sub pseudonimul Lao She (n. 3 februarie 1899 – d. 24 august 1966) a fost un scriitor chinez. Romancier și dramaturg, Lao She a fost unul dintre cei mai importanți scriitori chinezi din secolul al XX-lea. Era de etnie manciuriană.
Scrierile sale au avut un caracter satiric, fiind influențate de realismul englez (mai ales de Charles Dickens) sau reprezintă un manifest al patriotismului în contextul agresiunii japoneze.
De asemenea, a prezentat și schimbările aduse de socialism în China.

## Bioografie
A fost căsătorit cu Hu Jieqing și au patru copii, o fată și trei băieți.
Conform variantei oficiale el s-a sinucis după ce s-a aruncat în Lacul Taiping din Beijing în 1966. Leo Ou-Fan Lee a susținut varianta unei crime.

## Scrieri
- 1928: Filozofia bătrânului Chang ("Lao Chang ti chê-hsüeh")
- 1933: Despărțirea ("Li-hun")
- 1936: Băiatul cu ricșa ("Lo-tʼo hsiang-tzeu"), opera sa reprezentativă
- 1946/1951: Furtuna galbenă ("Ssu-shih tʼung tʼang")
- 1950: Groapa dragonului ("Long-hsugou")
- 1958: Ceainăria ("Chaguan").